# Алапаевская епархия
Алапа́евская епа́рхия — епархия Русской Православной Церкви, объединяющая приходы и монастыри в восточной части Свердловской области в границах городов областного подчинения Алапаевска и Ирбита, а также Алапаевского, Артёмовского, Байкаловского, Ирбитского, Режевского, Слободо-Туринского, Таборинского, Тавдинского и Туринского районов. Входит в состав Екатеринбургской митрополии.

## История
Образована выделением из Екатеринбургской и Каменской епархий определением Священного синода от 28 декабря 2018 года.
8 января 2019 года митрополит Кирилл (Наконечный) отметил: «Прошедший год, год 100-летия подвига святых Царственных страстотерпцев и святой благоверной Великой княгини Елисаветы Феодоровны и всех с нею пострадавших под Алапевском — он произвёл такое грандиозное изменение. Сам город изменился. Вспомните, каким он был год назад и каким стал к приезду Святейшего Патриарха Кирилла. Учреждение кафедры сегодня в Алапаевске, создание Алапаевской и Ирбитской епархии, это, безусловно, продолжение замечательного события, которое совершалось здесь с прибытием сюда Святейшего Патриарха, членов Священного Синода Русской Православной Церкви и огромного количества паломников».

## Епископы
- 6 января 2019 — 11 марта 2020 — Леонид (Солдатов)
- 11 марта 2020 — 8 декабря 2020 — Кирилл (Наконечный) в/у, митрополит Екатеринбургский
- 8 декабря 2020 — 2 декабря 2024 —Мефодий (Кондратьев) в/у, епископ Каменский
- С 2 декабря 2024 — Сергий (Зайчиков)

## Благочиния
Епархия разделена на 6 церковных округов:
- Алапаевское благочиние (город Алапаевск),
- Артёмовское благочиние (город Артёмовский),
- Байкаловское благочиние (село Байкалово),
- Ирбитское благочиние (город Ирбит),
- Режевское благочиние (город Реж),
- Тавдинско-Туринское благочиние (город Туринск).

## Монастыри
- Монастырь новомучеников и исповедников Церкви Русской в Алапаевске (мужской)
- Монастырь во имя великомученицы великой княгини Елисаветы Феодоровны в Алапаевске (женский)
- Свято-Николаевский монастырь в Туринске (женский)